# Charles De Smedt
Charles De Smedt (6 de abril de 1833–4 de marzo de 1911) fue un sacerdote jesuita y hagiógrafo belga. Fue bolandista y se le reconoce por haber introducido métodos históricos críticos en la hagiografía católica, de modo que ésta se convirtiera en una recopilación de relatos sobre la acreción de leyendas, así como en la compilación de materiales originales.

## Vida
Charles De Smedt nació en Gante, Bélgica, el 6 de abril de 1833. Estudió en el Colegio de Santa Bárbara en Gante y luego en el Colegio de Nuestra Señora de la Paz en Namur, continuando sus estudios en Tronchiennes. Ingresó en la Compañía de Jesús en 1851.
De Smedt fue profesor de literatura y matemáticas en Tronchiennes; fue ordenado en 1862. Se convirtió en profesor de Historia de la Iglesia y de teología dogmática en la Universidad Católica de Lovaina. En 1870 se incorporó al equipo de los Acta Sanctorum en Bruselas. Revivió la Sociedad de Bolandistas y fundó su revista académica, la Analecta Bollandiana, en 1882 junto con G. van Hooff y Joseph de Backer. De 1899 a 1902 De Smedt fue rector en funciones del Colegio San Miguel en Bruselas.
Es más conocido por su contribución a la hagiografía, pero también a la historia y a la metafísica. Su aportación al desarrollo de un enfoque crítico de la Historia queda ejemplificada en su obra maestra: Principes de la critique historique, que influyó notablemente en Friedrich von Hügel.
Murió en Bruselas el 4 de marzo de 1911.

## Obras
- Introductio generalis ad historiam ecclesiasticam critice tractandam (1876)
- L'Église et la science (1877), respuesta temprana a la tesis del conflicto
- Gesta episcoporum Cameracensium, París, 1880
- Principes de la critique historique, Bruselas, 1883.

## Honores
- Correspondiente extranjero de la Académie des Inscriptions et Belles-Lettres, Instituto de Francia
- Correspondiente extranjero de la Real Academia de Madrid
- Miembro honorario de la Real Academia de Irlanda
- Oficial de la Orden de Leopoldo «pro ecclesia et pontifice»[2]